# Pier Federico Caliari
Pier Federico Mauro Maria Caliari (Torino, 25 agosto 1964) è un architetto, scrittore, museografo e professore italiano.

## Biografia
Ha studiato Architettura al Politecnico di Milano dove si è laureato nel 1991 con relatore Giorgio Grassi. Dottore di ricerca dal 1997 con una tesi sul rapporto tra architettura e allestimento, dal 2019 è professore ordinario presso il Politecnico di Torino dove insegna Architettura degli Interni e Allestimento.
L'attività di Pier Federico Caliari è principalmente rivolta agli studi archeologici dell’antichità classico-ellenistica ed in particolare ai casi del centro antico di Roma, di Atene e di Villa Adriana a Tivoli, offrendo un contributo originale e inedito rispetto ai temi architettonici sottesi al complesso archeologico adrianeo.
Ha contribuito all’istituzione dell'Accademia Adrianea di Architettura e Archeologia, organizzazione attiva nel campo della valorizzazione del patrimonio archeologico, e del Premio Piranesi Prix de Rome,  riferimento significativo in chiave internazionale per gli architetti che operano nel quadro del rapporto tra cultura architettonica e patrimonio archeologico.

## Opere

### Saggi
Dal punto di vista della produzione saggistica, gli scritti di Pier Federico Caliari presentano una significativa rilevanza scientifica dal punto di vista del loro approccio morfogenetico. In particolare, affrontano il tema dell’installazione espositiva, individuandone la natura strettamente comunicazionale, organizzata sulla base di articolazioni di codici di  produzione segnica, e dello studio del patrimonio archeologico dal punto di vista formale-compositivo, fino all’indagine sulla natura morfogenetica dell’attività gnoseologica e comunicazionale nelle arti e in architettura.
- La forma dell'effimero. Tra allestimento e architettura. Compresenza di codici e sovrapposizione di tessiture, Lybra Editrice, Milano, 2000.
- La Forma della Bellezza, Accademia Adrianea Edizioni, Roma, 2019.
- Tractatus logico sintattico. La forma trasparente di Villa Adriana, Edizioni Quasar, Roma, 2012.

- Museografia. Teoria estetica e metodologia didattica, Alinea, Firenze, 2003.
- Architettura per l’archeologia. Museografia e allestimento, Prospettive Edizioni, Roma, 2014.
- "Ananke 84. XIX Secoli a Villa Adriana. Interferenze e folgorazioni iconiche (118-2018)", numero monografico su Villa Adriana, Altralinea Edizioni, Firenze, 2018.

- Piranesi Prix de Rome. Progetti per la nuova Via dei Fori Imperiali, Prospettive Edizioni, Roma, 2017.
- Piranesi Prix de Rome. Progetti per la Grande Villa Adriana, Accademia Adrianea - In Edibus, Roma, 2019.

- Piranesi Prix de Rome et d'Athènes. Progetti per l'Acropoli di Atene, Accademia Adrianea Edizioni, Roma, 2024.

### Narrativa
- L'enigma di Boussois [I misteri di Villa Adriana], Robin Edizioni, Torino, 2022. Premiato con Premio Internazionale di Letteratura Città di Como – IX Edizione.

- Nerone e il suo spettro [Domus Transitoria. doc], Robin Edizioni, Torino, 2023.

## Premi
- 1993, Premio Young & Design, Vincitore (ex aequo) del concorso Young & Design, organizzato da Rima Editrice e conferito in Occasione del Salone del Mobile ’93[4]
- 2004, Premio Architettura e Cultura Urbana_Archeoclub, Vincitore (assieme a Filippo Fantini e Paolo Agostini) del Primo Premio di Architettura e Cultura Urbana, sezione Archeoclub, conferito il 2 agosto 2004 in occasione del Seminario Internazionale di Cultura Urbana, Università di Camerino con il Progetto di musealizzazione del Kothon di Mozia. Giuria internazionale.
- 2012, Premio ICOM ITALIA, Vincitore del Primo Premio ICOM ITALIA – Musei dell’anno 2011[5]

- 2022, Premio Internazionale di Letteratura Città di Como – IX Edizione – Primo Premio Genere Storico (ex aequo)[6]